# إينجمار يوهانسون
ينس إينجمار يوهانسون (بالسويدية: Ingemar Johansson) (المولود في 22 من سبتمبر 1932م - 30 من يناير 2009م) هو ملاكم سويدي وبطل العالم للوزن الثقيل سابقًا. كما كان البطل الخامس للوزن الثقيل الذي يولد خارج الولايات المتحدة. ففي عام 1959م هزم يوهانسون فلويد باترسون بضربةٍ قاضية في الجولة الثالثة، بعد أن صرعه على الأرض سبع مرات في تلك الجولة، ليصبح الفائز ببطولة العالم للوزن الثقيل. وبالتالي، فاز يوهانسون بحزام هيكوك لكونه أفضل رياضي محترف في العام، كما أُطلق عليه رياضي العام من الرجال من أسوشيتد برس و«رياضي العام» من مجلة سبورتس إيلاستريتيد (Sports Illustrated).
ونجح يوهانسون نجاحًا كبيرًا كملاكم للوزن الثقيل. وعندما تقاعد في عام 1963م، كان لديه حصيلة 26 مرة فوز، منها 17 بضربةٍ قاضية، وهزيمتين فقط. وقد أطلق يوهانسون على قبضة يده اليمنى اسم «الحاملة والبرق» (toonder and lightning) لما تسببه من ارتطام عنيف (أطلق عليها أيضًا "Ingo's Bingo" و«مطرقة الثور» (Hammer of Thor)). وفي عام 2003م، احتل الترتيب رقم 99 من جانب مجلة ذا رينج' ضمن قائمة أعظم 100 ملاكم على مر الزمن. وكان الكثير يعتقدون أن يوهانسون لديه مشكلة في عظام يده اليمنى تأتي من حين لآخر، ونتجت عن طبيعة عمله.

## وصلات خارجية
- إينجمار يوهانسون على موقع IMDb (الإنجليزية)
- إينجمار يوهانسون على موقع الموسوعة البريطانية (الإنجليزية)
- إينجمار يوهانسون على موقع إن إن دي بي (الإنجليزية)
- إينجمار يوهانسون على موقع ديسكوغز (الإنجليزية)
- إينجمار يوهانسون على موقع قاعدة بيانات الفيلم (الإنجليزية)
- إينجمار يوهانسون على موقع بوكس ريك (الإنجليزية) (registration required)
- إينجمار يوهانسون على موقع اللجنة الأولمبية الدولية (الإنجليزية)
- إينجمار يوهانسون على موقع أوليمبيديا (الإنجليزية)
- إينجمار يوهانسون على موقع اللجنة الأولمبية السويدية (السويدية)

- Ingemar Johansson at IMDB http://www.imdb.com/name/nm0423959/
- svenska.yle.fi/arkivet: Interview with Floyd Patterson and Ingemar Johansson